# شاپرک بادبزنی اروپایی
شاپرک بادبزنی اروپایی (نام علمی: Alucita major) نام یک گونه از سرده شاپرک‌های بادبزنی آلوسیتا است.